# هيو دي لاسي
هيو دي لاسي هو سياسي أمريكي، ولد في 9 مايو 1910 في سياتل في الولايات المتحدة، وتوفي في 19 أغسطس 1986 في Soquel, California ‏ في الولايات المتحدة. نشط حزبياً في الحزب الديمقراطي. وقد انتخب عضو مجلس النواب الأمريكي ‏.